# Alp 2500
Alp 2500 est un domaine skiable de Cerdagne situé dans les Pyrénées catalanes, né de la jonction des pistes de La Molina et Masella. La ville la plus proche est celle d'Alp en Espagne.
Le domaine de Masella s'étend sur La Tosa.

## Voies d'accès
On y accède par le village d'Alp.